# جكويهابا
جكويهابا هو كهف في بوتسوانا يقع في منطقة دلتا أوكافانغوو. كانت كهوف جكويهابا جزءًا من المناظر الطبيعية في كالاهاري منذ حوالي مليوني عام، على الأقل طوال فترة العصر الجليدي. اسم الكهف هو كلمة سان ويرمز إلى «عرين الضبع». يقع الكهف على بعد 10 كم من الحدود الناميبية.